# جان فیلدینگ (بازیکن فوتبال، زاده ۱۹۳۹)
جان فیلدینگ (انگلیسی: John Fielding؛ زادهٔ ۲ سپتامبر ۱۹۳۹) بازیکن فوتبال اهل بریتانیا است.
از باشگاه‌هایی که در آن بازی کرده‌است می‌توان به باشگاه فوتبال آلترینچام، باشگاه فوتبال ساوتپورت، باشگاه فوتبال ویگان اتلتیک، باشگاه فوتبال گریمزبی تاون، و باشگاه فوتبال برنتفورد اشاره کرد.